# Тодоров, Станимир
Станимир Тодоров (род. 14 мая 1982, Смолян, Болгария) — фигурист из Болгарии, трёхкратный чемпион Болгарии в парном катании. Выступал в паре с Румяной Спассовой. Спассова и Тодоров стали первой болгарской парой выступавшей на олимпийских играх — на Олимпиаде 2006 года они заняли 19 место.

## Спортивные достижения
| Соревнования            | 2004 | 2005 | 2006 |
| ----------------------- | ---- | ---- | ---- |
| Зимние Олимпийские игры |      |      | 19   |
| Чемпионаты мира         |      | 17   | 15   |
| Чемпионаты Европы       |      | 12   | 9    |
| Чемпионаты Болгарии     | 1    | 1    | 1    |